# 愛をする人 - Orochi's Theme
「愛をする人 - Orochi's Theme」（あいをするひと オロチズ テーマ）は、日本のシンガーソングライター・柴田淳の17作目のシングル。2008年9月17日にビクターエンタテインメントから発売された。

## 概要
- 6thアルバム『親愛なる君へ』に収録されていた「愛をする人」を、映画「おろち」のために再録音・リアレンジしたリカットシングル。
- 通常盤と初回生産限定盤の2種類の仕様でリリースされ、後者にはPVと特典映像が収録されたDVDが同梱されている。
- PV監督は土屋隆俊が担当している。

## 収録内容

### CD
1. 愛をする人 - Orochi's Theme[4:10]
作詞・作曲：柴田淳、編曲：羽毛田丈史
2. お父さんより。 [7:02]
作詞・作曲：柴田淳

#### DVD
1. 愛をする人 - Orochi's Theme MUSIC CLIP・2.0ch mix
2. 愛をする人 - Orochi's Theme MUSIC CLIP・cinema surround mix
3. 特典映像

## 収録アルバム
| 曲名                        | 収録アルバム                                |
| --------------------------- | ------------------------------------------- |
| 愛をする人 - Orochi's Theme | オリジナル『親愛なる君へ』（2008年6月18日） |

## タイアップ
| 曲名                        | タイアップ                   |
| --------------------------- | ---------------------------- |
| 愛をする人 - Orochi's Theme | 東映配給映画「おろち」主題歌 |